# Propén
A propén (elavult nevén propilén) az alkének közé tartozó szerves vegyület. Összegképlete C3H6. Molekulája egy kétszeres kötést tartalmaz. Színtelen, szagtalan, gyúlékony gáz. Vízben rosszul oldódik, a levegővel robbanóelegyet alkot. Iparilag főként kőolaj vagy földgáz hőbontásával, krakkolásával nyerik. Fontos vegyipari alapanyag, propénből gyártják a polipropént, egy elterjedt műanyagot, de számos más vegyület gyártása is propénből indul ki.

## Kémiai tulajdonságai
A propén molekulája kétszeres kötést tartalmaz, a vegyület addíciós reakciókra hajlamos. A klórozása gyökös mechanizmus szerint játszódik le. Azonban a propén a klórral nemcsak addíciós, hanem (főként magasabb hőmérsékleten) szubsztitúciós reakcióba is léphet, ekkor allil-klorid keletkezik.
{\displaystyle \mathrm {CH_{2}{=}CH{-}CH_{3}+Cl_{2}\rightarrow CH_{2}{=}CH{-}CH_{2}{-}Cl+HCl} }
Oxidáció hatására először akroleinné, majd akrilsavvá alakul (az akrilsav fontos kiindulási anyag a műanyagiparban). Ammónia jelenlétében végzett oxidációval akrilnitrillé alakítható, amelyet szintén a műanyagipar alkalmaz.
{\displaystyle \mathrm {CH_{2}{=}CH{-}CH_{3}{\xrightarrow {O_{2},NH_{3}}}CH_{2}{=}CH{-}C{\equiv }N} }
Ha a propén vizet addícionál, izopropanol képződik, amelyből oxidációval acetont gyártanak.

## Előállítása
A propént a kőolaj, illetve a földgáz egyes frakcióinak hőbontásával, krakkolásával nyerik. Az ekkor keletkező krakkgázok egyik komponense. Laboratóriumban például izopropanolból nyerhető vízelvonással. Előállítható továbbá propán dehidrogénezésével, illetve oxidatív dehidrogénezésével.

## Felhasználása
A propénből nagy mennyiségben gyártanak polipropént, mely fontos poliaddíciós műanyag. A propén polimerizációját úgynevezett Ziegler–Natta-katalizátorokkal végzik, ezek például titánsók lehetnek. A polipropént többek között fóliák, csövek, lemezek készítésére használják. Emellett számos vegyület előállításának a kiindulási anyaga illetve köztiterméke a propén, például akrolein, akrilsav, akrilnitril, izopropanol, aceton, butiraldehid.